# Jody Campbell
Jodocus „Jody“ David Campbell (* 4. März 1960 in Bellflower, Kalifornien) ist ein ehemaliger Wasserballspieler aus den Vereinigten Staaten. Er gewann zwei olympische Silbermedaillen und zweimal Gold bei Panamerikanischen Spielen.

## Karriere
Jody Campbell gewann seine erste internationale Medaille, als er 1979 als Student der Stanford University mit der Mannschaft der Vereinigten Staaten den Titel bei der Universiade in Mexiko-Stadt gewann. 1980 gehörte er zum Kader für die Olympischen Spiele in Moskau, der wegen des Olympiaboykotts nicht antreten durfte.
Bei den Panamerikanischen Spielen 1983 in Caracas gewann Campbell mit dem Team der Vereinigten Staaten den Titel vor den Kubanern und den Kanadiern. Im Jahr darauf bei den Olympischen Spielen 1984 in Los Angeles belegte das US-Team in seiner Vorrundengruppe den ersten Platz vor den Spaniern. In der Hauptrunde gewannen die Amerikaner ihre ersten drei Spiele. Das letzte Spiel gegen Jugoslawien endete mit 5:5, die Jugoslawen erhielten wegen der mehr erzielten Tore die Goldmedaille vor dem US-Team. Campbell warf im Turnierverlauf 10 Tore, nur im Spiel gegen Jugoslawien gelang ihm kein Treffer.
Bei der Weltmeisterschaft 1986 in Madrid belegte die Mannschaft aus den Vereinigten Staaten den vierten Platz hinter den Teams aus Jugoslawien, Italien und der Sowjetunion. Im Jahr darauf siegte das US-Team bei den Panamerikanischen Spielen in Indianapolis vor Kuba und Brasilien. Bei den Olympischen Spielen 1988 in Seoul erreichte die Mannschaft aus den Vereinigten Staaten trotz eines 7:6-Sieges über Jugoslawien in der Auftaktpartie der Vorrunde das Halbfinale nur als Gruppenzweite hinter den Jugoslawen. Nach einem 8:7 im Halbfinale gegen die Mannschaft aus der Sowjetunion verloren die Amerikaner das Finale mit 7:9 gegen die Jugoslawen. Campbell warf zwölf Tore, davon zwei im Finale.
Jody Campbell besuchte zunächst die Wilson High School und dann die Stanford University. Mit Stanford gewann er dreimal die Collegemeisterschaft der Vereinigten Staaten. Von 1978 bis 1988 spielte er im Verein bei Newport Beach. Nach seinem Studium wurde er Projektentwickler in der Immobilienbranche.